# كريستوفر كاس
كريستوفر كاس (بالألمانية: Christopher Kas) مواليد 13 يونيو 1980 في تروستبرغ، ألمانيا الغربية، هو لاعب كرة مضرب ألماني سابق، قبل أن يحترف رسمياً فاز بكأس الفردي لبطولة زيورخ المفتوحة للرجال سنة 2000م. بدأ مسيرته كمحترف سنة 2001 وكان يلعب باليد اليمنى. أعلى تصنيف له في الفردي كان المركز الـ 224 في سنة 2002. سبق أن شارك في دورة الألعاب الأولمبية الصيفية.بالإضافة إلى أفضل تصنيف له في الزوجي وهو رقم 17 عالمياً، والذي حققه في فبراير 2012. وصل كاس إلى 20 مباراة نهائية زوجية في بطولة رابطة محترفي التنس، مسجلاً 5 انتصارات و15 خسارة مع مجموعة من اللاعبين. في عام 2022، درب كاس لاعب التنس الألماني يولي نيمييه، ووصلا معًا إلى ربع النهائي في بطولة ويمبلدون. ويقوم حاليًا بتدريب كاترينا بايندل.

## الخط الزمني للزوجي
مفتاح
| ف | ن | ن.ن | ر.ن | د# | د.م | ل | أ.أ | ت | غ | ب | ف | ذ | م.خ | ل.ت |

(ف) فاز بالبطولة (ن) وصل النهائي (ن.ن) نصف النهائي (ر.ن) ربع النهائي (د#) الأدوار الأربعة الأولى (د.م) دور المجموعات (ل) شارك في كأس ديفيز (أ.أ) خرج من الأدوار الاولى (ت) خسر التصفيات التأهيلية (غ) غاب عن الحدث أو البطولة (ب) حصل على ميدالية برونزية (ف) حصل على ميدالية فضية (ذ) حصل على ميدالية ذهبية (م.خ) بطولة الماسترز خُفضت إلى مرتبة أقل (ل.ت) البطولة لم تعقد في السنة المعينة.
لتجنب الارتباك وازدواجية الحساب، يتم تحديث هذه المعلومات إما في نهاية البطولة، أو عندما تكون مشاركة اللاعب في البطولة قد انتهت.
| أستراليا المفتوحة |     | د1  | د3  | د2  | د1  | د1  | ر.ن | د1  | 6–7   |
| فرنسا المفتوحة    | د1  | د1  | د2  | د3  | د1  | د3  | د2  | د3  | 8–8   |
| ويمبلدون          | د1  | د3  | د3  | د3  | د1  | ن.ن | د2  | غ   | 11–7  |
| أمريكا المفتوحة   | د2  | د1  | ر.ن | د1  | د3  | د1  | د1  | د2  | 7–8   |
| فوز-خسارة         | 1–3 | 2–4 | 8–4 | 5–4 | 2–4 | 6–4 | 5–4 | 3–3 | 32–30 |

## روابط خارجية
- كريستوفر كاس على موقع رابطة محترفي التنس (الإنجليزية)
- كريستوفر كاس على موقع الاتحاد الدولي لكرة المضرب (الإنجليزية)
- كريستوفر كاس على موقع كأس ديفيز (الإنجليزية)
- كريستوفر كاس على موقع خلاصة التنس.كوم (الإنجليزية)
- كريستوفر كاس على موقع إي إس بي إن.كوم (الإنجليزية)
- كريستوفر كاس على موقع اللجنة الأولمبية الدولية (الإنجليزية)
- كريستوفر كاس على موقع أوليمبيديا (الإنجليزية)
- كريستوفر كاس على موقع اللجنة الأولمبية الألمانية (الألمانية)